# Frank B. Jewett

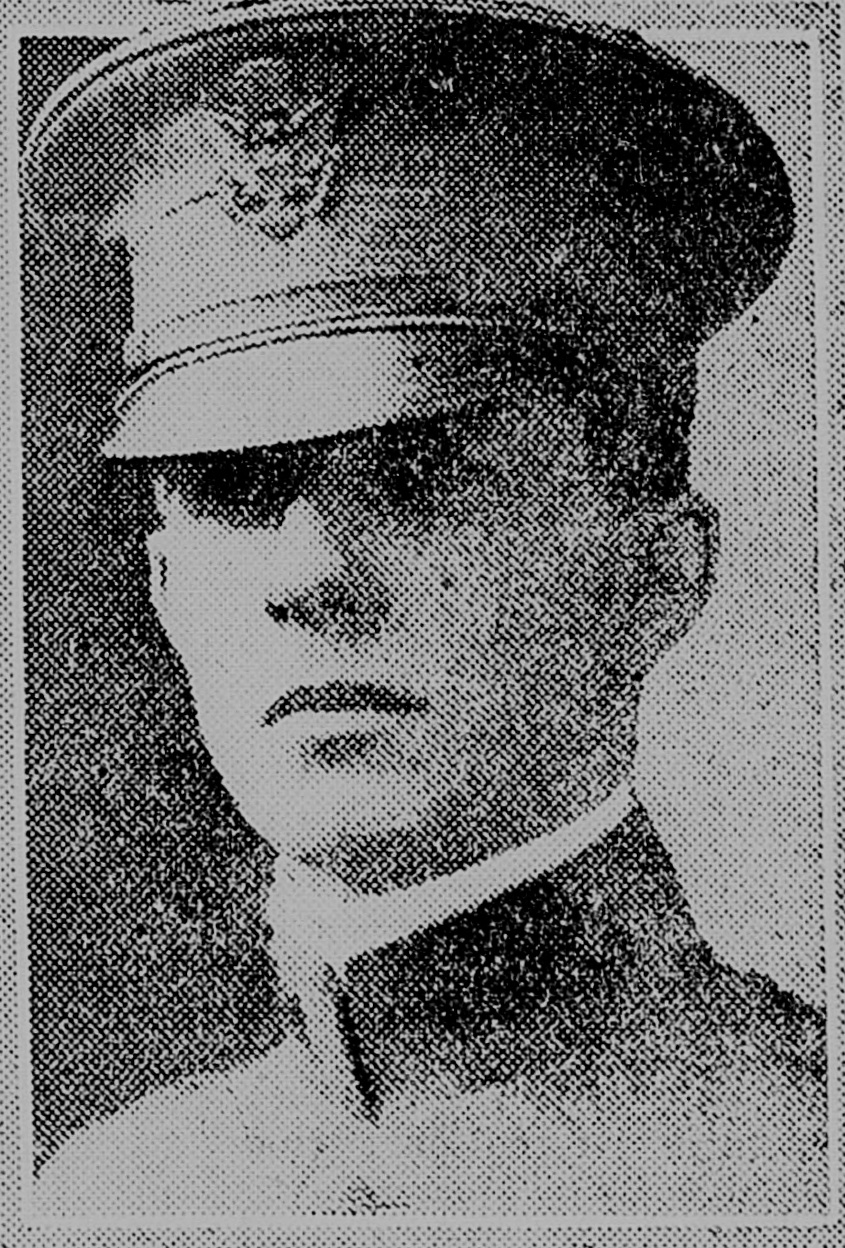
Frank B. Jewett, 1919

Frank Baldwin Jewett (* 5. September 1879 in Pasadena (Kalifornien); † 18. November 1949) war ein US-amerikanischer Physiker und erster Präsident der Bell Laboratories.
1898 graduierte er am Throop Institute of Technology  (heute California Institute of Technology) und erlangte 1902 seinen Doktor in Physik an der University of Chicago. 1928 erhielt er die Edison-Medaille des American Institute of Electrical Engineers.
Bei der Gründung der Bell Telephone Laboratories im Jahre 1925 wurde er deren Präsident. Von 1940 bis 1944 wechselte er dort ins Board of Directors.
1930 wurde Jewett in die American Academy of Arts and Sciences und 1938 in die American Philosophical Society gewählt. In den Jahren von 1939 bis 1947 war er Präsident der National Academy of Sciences, deren Mitglied er seit 1919 war. Er diente auch im National Defense Research Committee.